# Dolmen von Talhouët

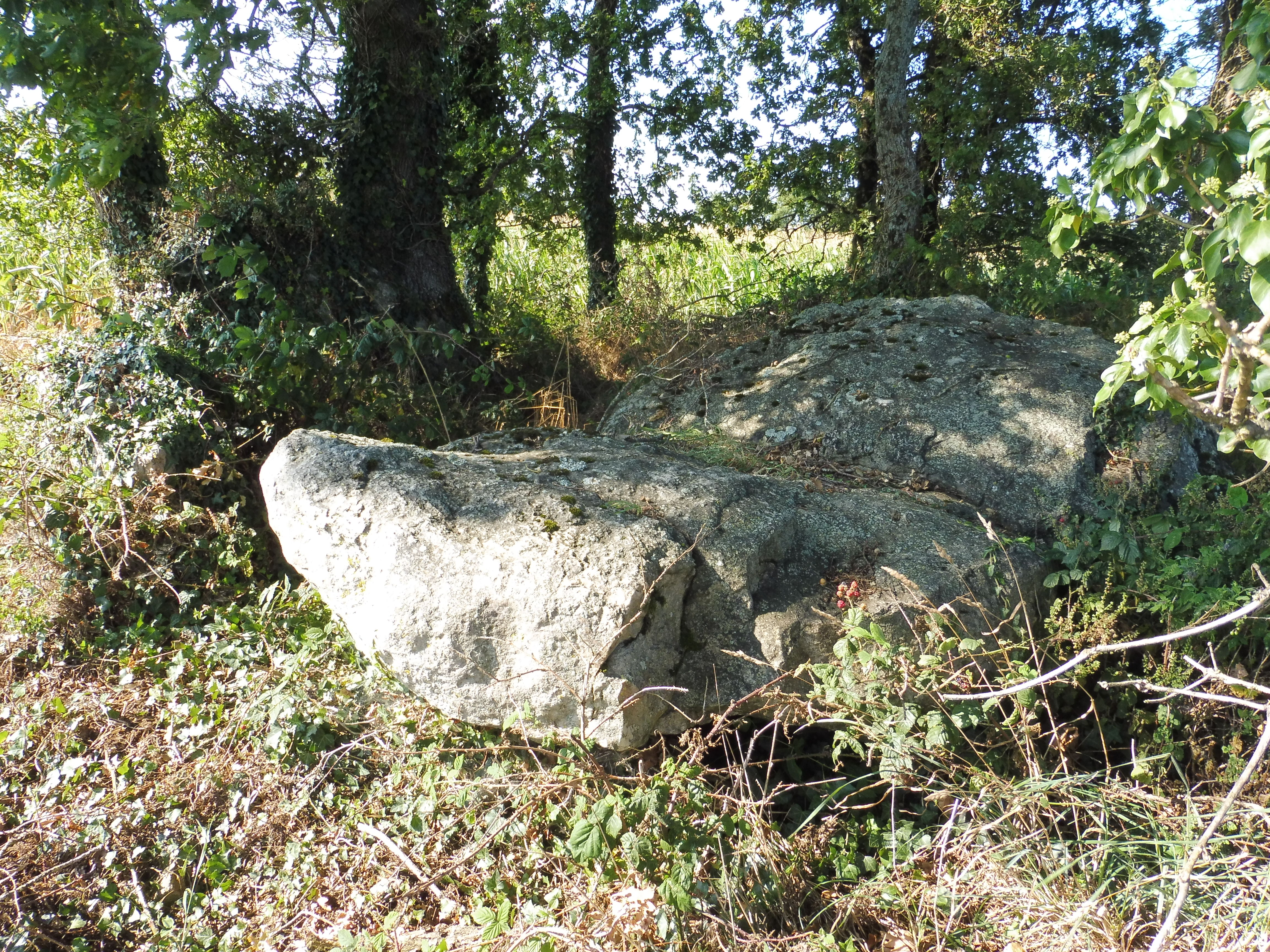
Dolmen von Talhouët

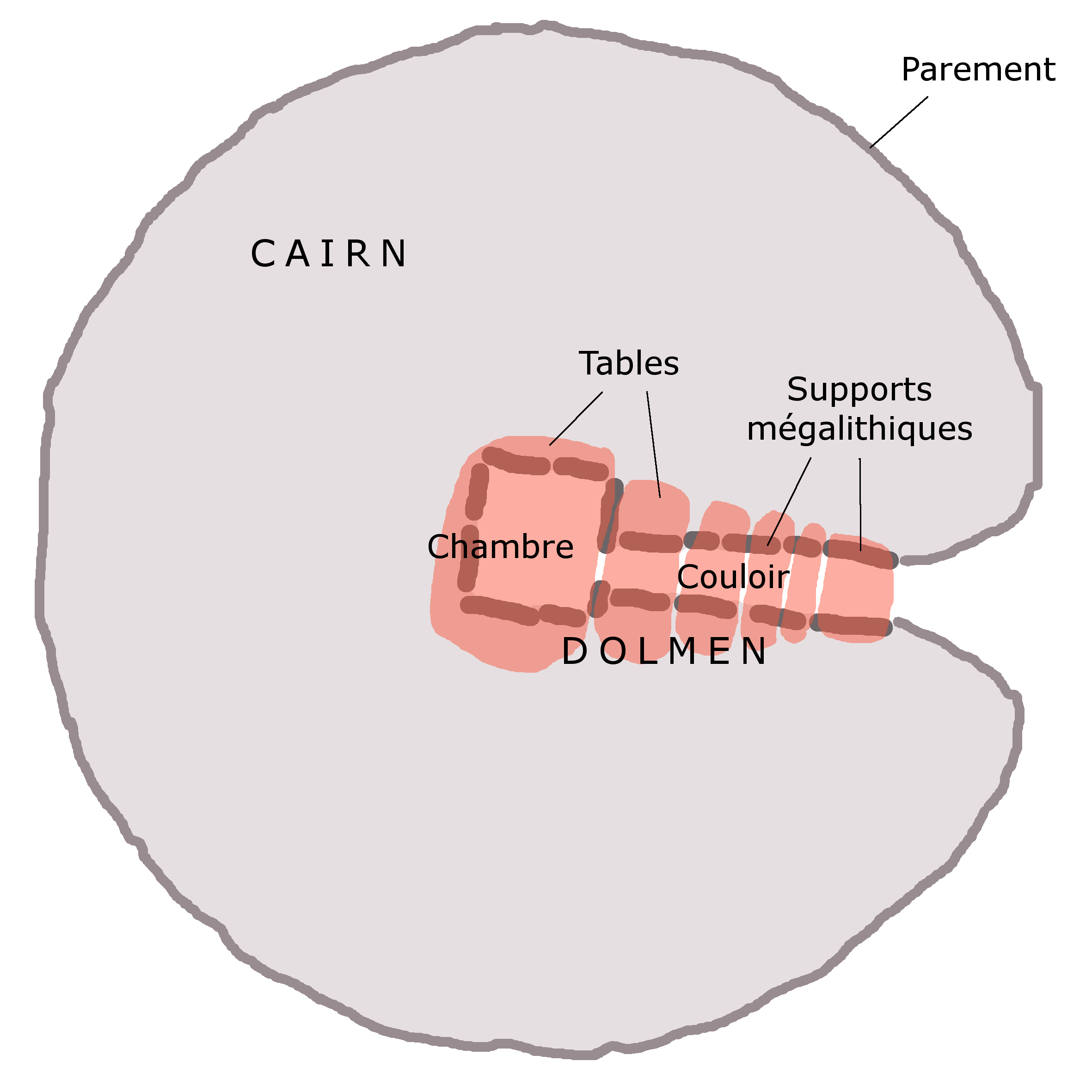
Idealtypischer „Dolmen mit Gang“ im Tumulus

Die Dolmen von Talhouët liegen südöstlich von La Trinité-Surzur (bretonisch An Drinded-Surzhur), südlich der Straße N165, bei Vannes im Département Morbihan in der Bretagne in Frankreich. Dolmen ist in Frankreich der Oberbegriff für Megalithanlagen aller Art (siehe: Französische Nomenklatur).
Die beiden ruinierten Gangdolmen (französisch Dolmen à couloir) liegen im gleichen Cairn. Ihre Grundrisse mit den nach Osten weisenden Gängen sind noch erkennbar.
Der Süddolmen hat eine 2,8 m lange zerbrochene Deckenplatte und teilweise begrabene Tragsteine.
Der Norddolmen hat fast alle Steine behalten, aber diese sind klein.
Etwas westlicher stehen die Menhire von Bergard, weiter östlich in Ambon liegt der stark gestörte Dolmen von Rangliac (auch Sainte-Julitte genannt).